# Caladenia integra
Caladenia integra är en orkidéart som beskrevs av E.Coleman. Caladenia integra ingår i släktet Caladenia och familjen orkidéer. Inga underarter finns listade i Catalogue of Life.